# Coll de l'Alzina (l'Albera)
El Coll de l'Alzina és una collada situada a 639,9 m alt a la carena de la Serra de l'Albera que separa el terme comunal de l'Albera, a la comarca del Vallespir, a la Catalunya del Nord i el municipal de la Jonquera, que pertany a l'Alt Empordà. És a prop de l'extrem sud-est del terme de l'Albera i al nord del de la Jonquera. Queda a ponent del Puig de Llobregat i just a migdia del poble de Sant Martí d'Albera.